# Grga Zlatoper
Grga Zlatoper (serb. Грга Златопер, ur. 25 września 1910 w Kistanje, zm. 4 lipca 1976 w Waszyngtonie) – jugosłowiański dziennikarz i korespondent radiowy narodowości chorwackiej, piłkarz występujący na pozycji bramkarza, działacz sportowy.

## Kariera sportowa

### Piłka nożna
Jako nastolatek rozpoczął treningi na pozycji bramkarza w klubie HNK Dinara z miejscowości Knin w północnej Dalmacji. Następnie był graczem HNK Šibenik oraz HAŠK Zagreb. W barwach HAŠK zanotował w sezonie 1932/33 jeden występ w Prvenstvie Jugoslaviji w przegranym meczu z Hajdukiem Split. W latach 1933–1934 grał w jednym z klubów z Belgradu. W 1934 roku rozpoczął studia w Warszawie, gdzie uczęszczał również na treningi Legii Warszawa. W marcu 1935 roku został włączony do składu zespołu seniorów. 10 listopada 1935 zadebiutował w lidze polskiej w meczu przeciwko Wiśle Kraków (0:5), w którym wszedł w 32. minucie za Antoniego Kellera. Został tym samym drugim po Pawle Akimowie zagranicznym zawodnikiem w historii klubu. W sezonie 1936 Legia zajęła ostatnią lokatę w tabeli, oznaczającą jedyną do tej pory degradację z najwyższej klasy rozgrywkowej. Ogółem Zlatoper w latach 1935–1936 rozegrał 13 ligowych spotkań, w których puścił 35 goli, pełniąc w tym okresie rolę rezerwowego bramkarza. W 1937 roku zaprzestał gry w piłkę nożną, aby poświęcić się karierze dziennikarskiej.

### Wioślarstwo
Na początku lat 30. XX wieku wywalczył ze swoją osadą klubową z Zagrzebia mistrzostwo Jugosławii w wioślarstwie w kategorii ósemek.

## Kariera dziennikarska

### Wykształcenie
W 1928 roku ukończył gimnazjum w Szybeniku. W latach 1928–1932 studiował filologię chorwacką na Uniwersytecie w Zagrzebiu. W 1934 roku rozpoczął studia podyplomowe na kierunku kinezjologia w Centralnym Instytucie Wychowania Fizycznego, które ukończył w 1936 roku.

### Praca zawodowa
W latach 1936–1939 pracował w Warszawie jako korespondent zagraniczny belgradzkiej gazety Politika. Regularnie informował czytelników o sytuacji politycznej i społecznej w Polsce oraz o wydarzeniach kulturalnych i sportowych. Zobowiązany był również do śledzenia i informowania o polskich doniesieniach prasowych dotyczących Jugosławii. Po inwazji militarnej Niemiec na Polskę wyjechał do Rzymu, gdzie kontynuował pracę dla Politiki. W 1941 roku przeniósł się do Londynu, gdzie w latach 1941–1946 pracował jako dziennikarz radiowy i komentator polityczny dla BBC.

"Tutaj Głos Ameryki, mówi Grga Zlatoper"

W 1950 roku wyjechał do Stanów Zjednoczonych, gdzie osiadł na stałe i uzyskał obywatelstwo amerykańskie. W 1954 roku rozpoczął pracę jako korespondent Radia Wolna Europa w Nowym Jorku. Rok później został jednym ze współtwórców audycji radiowej Głos Ameryki. Program uzyskał popularność w Jugosławii, mimo iż słuchanie go mogło odbywać się jedynie w konspiracji przed władzami komunistycznymi. Audycję uznawano za najważniejsze opozycyjne źródło informacji pozbawione propagandy. Stała się ona rozpoznawalna również dzięki charakterystycznej barwie głosu Zlatopera, który wśród ludności przeciwnej autorytarnej władzy zyskał miano legendarnego dziennikarza. W 1967 roku Departament Stanu przyznał mu nagrodę United States Information Agency's Meritorious Honor Award. W 1970 roku z powodu złego stanu zdrowia zrezygnował z pracy zawodowej.

## Działacz sportowy
Zlatoper angażował się w działalność sportową i polityczną mającą na celu podważenie polityki prowadzonej przez kraje socjalistyczne. W latach 50. XX wieku wszedł w skład zarządu Union of Free Eastern European Sportsmen (UFEES). Organizacja miała na celu utworzenie komitetu olimpijskiego dla bezpaństwowych sportowców pochodzących z państw bloku wschodniego i umożliwienie im startu w Igrzyskach Olimpijskich w Helsinkach. Działalność ta była finansowana potajemnie przez Kongres Stanów Zjednoczonych jako element zimnej wojny. Międzynarodowy Komitet Olimpijski ze względów proceduralnych odrzucił projekt.

## Życie prywatne
W trakcie swojego życia posiadał obywatelstwa czterech państw: Austro-Węgier, Królestwa Serbów, Chorwatów i Słoweńców, Jugosławii i Stanów Zjednoczonych. Sam określał siebie jako osobę narodowości chorwackiej. W 1953 roku poślubił Amerykankę polskiego pochodzenia Renitę (właśc. Renatę) Jurkiewicz. 4 lipca 1976, po długiej chorobie, zmarł w Szpitalu Uniwersyteckim im. Jerzego Waszyngtona w Waszyngtonie. Jego grób znajduje się na Polish-Sacred Heart Cemetery w Westminster w stanie Vermont.